# Araceli Martínez
Araceli Martínez Ibáñez (Murcia, 22 de agosto de 2000), es una jugadora profesional de pádel internacional, que ocupa en 2023 el número 36 del ranking World Padel Tour.
Ha comenzado la temporada 2023 junto a Noa Cánovas Paredes, jugadora número 39 del ranking World Padel Tour, en un nuevo proyecto iniciado a finales de 2022. 

## Carrera deportiva

### Inicios
Comenzó su carrera en el mundo del pádel en Murcia, en el club Murcia Club de Tenis. Empezó a competir desde muy temprano logrando ser campeona de España en 2015, 2016 y 2018. También logró un subcampeonato de España de menores por parejas en 2017 y un campeonato del mundo por selecciones en 2017 también.

### Profesional
En 2017, Araceli fue convocada con la selección española. La jugadora murciana, logró en 2019 llegar a las semifinales del WPT Challenger de San Javier junto a su compañera en esos momentos, que era Catalina Tenorio.
A 2023 ocupa el puesto nº 36 en el ranking World Padel Tour 3 puestos por debajo de su mejor ranking. El cual logró en 2022, tras un gran año llegando a ser la número 33 del mundo tras llegar a octavos de final en numerosos torneos tanto de World Padel Tour como de Premier Pádel.